# Уокер, Бобби
Роберт Уокер (англ. Robert Walker; 10 января 1879, Эдинбург — 28 августа 1930, Эдинбург), более известный как Бобби Уокер — шотландский футболист, известный по выступлениям за клуб «Харт оф Мидлотиан» и за сборную Шотландии.

## Биография

### Игровая карьера
Уокер всю свою игровую карьеру в течение 23 сезонов играл за «Харт оф Мидлотиан», в составе которого выигрывал чемпионский титул 1897 года, а также два Кубка Шотландии в 1901 и 1906 годах. Помимо этого, Уокер четыре раза в составе «Хартса» становился серебряным призёром чемпионата Шотландии.
Его называли также «лучшим игроком Европы» и «величайшим прирожденным футболистом, который когда-либо играл».
За сборную Шотландии сыграл 29 матчей, в которых забил 8 голов.

### Смерть
Скончался 28 августа 1930 года в Эдинбурге в возрасте 51 года.